# Сади Бутчартів

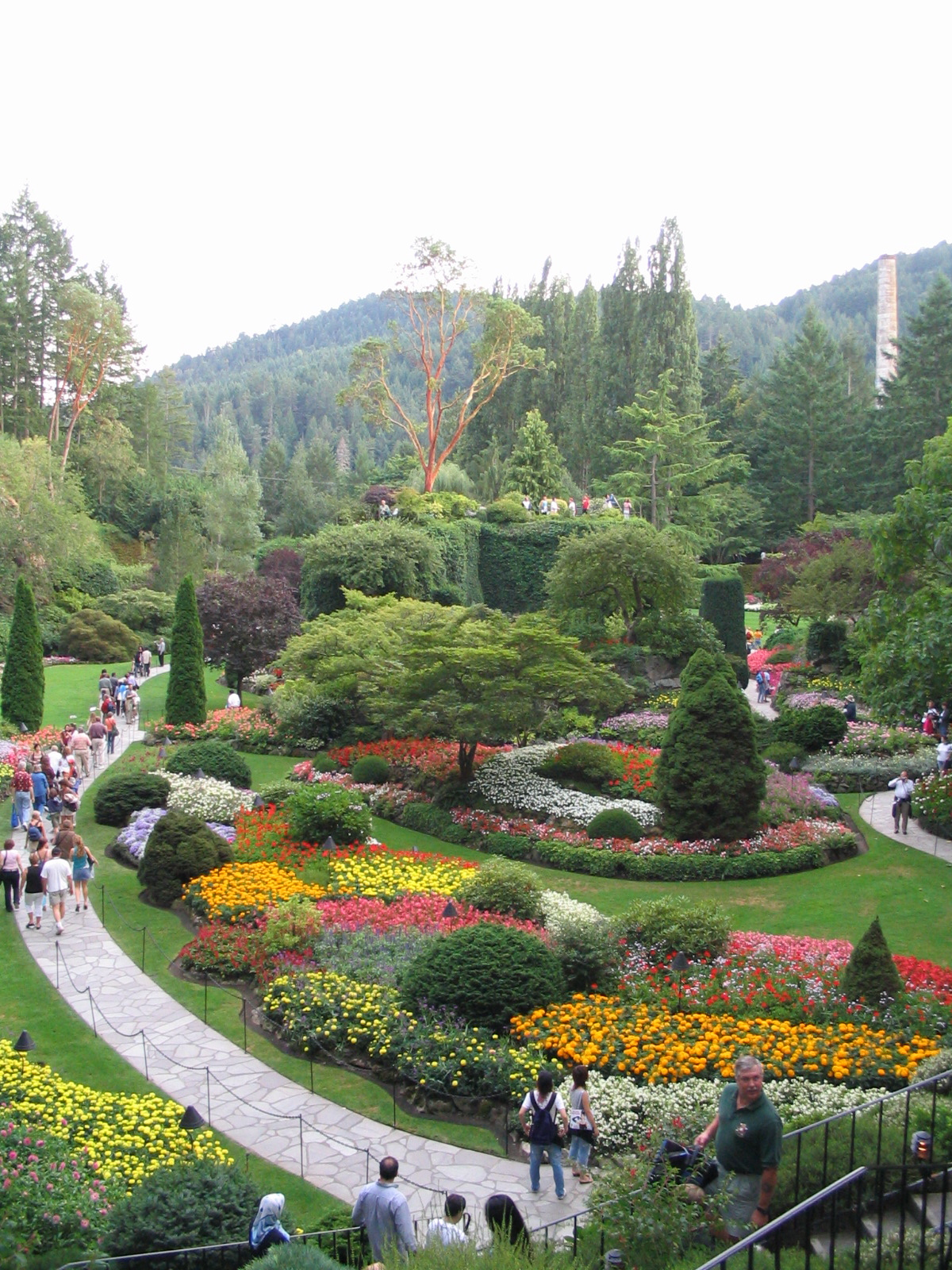
Затонулий сад

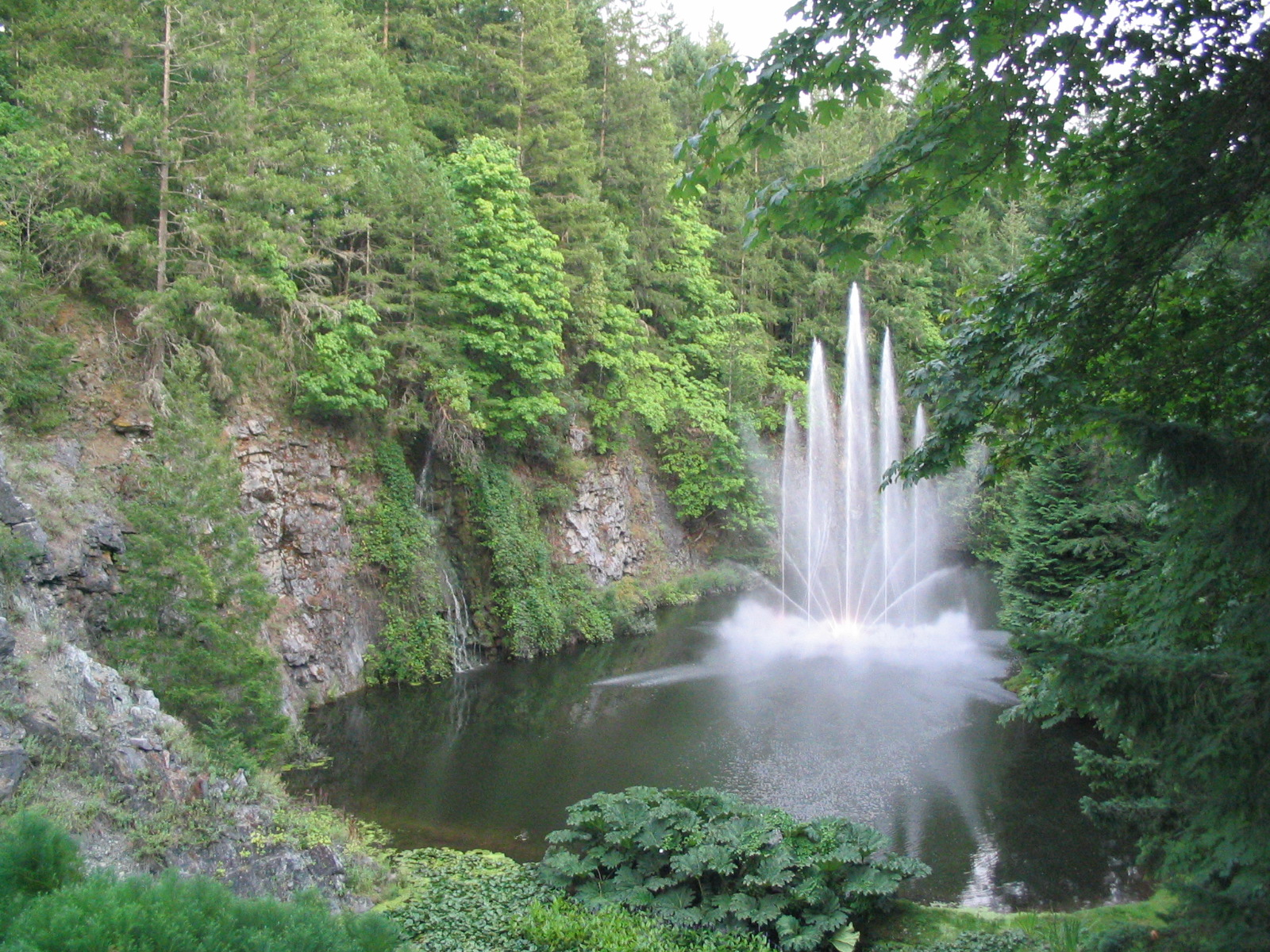
Водоспад Рос

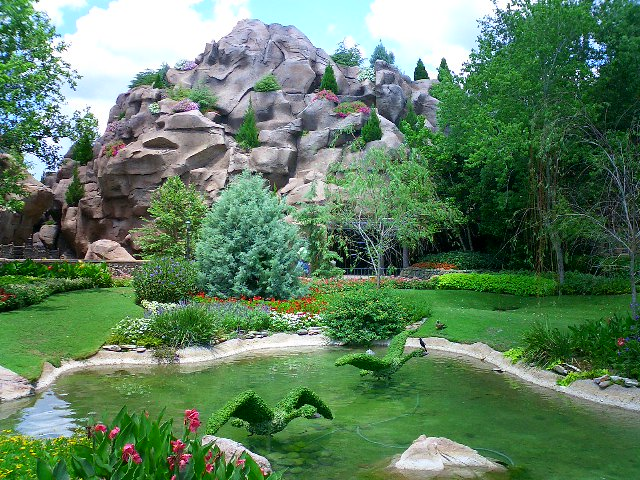
Сади Бутчартів в канадському павільйоні на виставці в ЕПКОТ центрі в Орландо (Флорида)

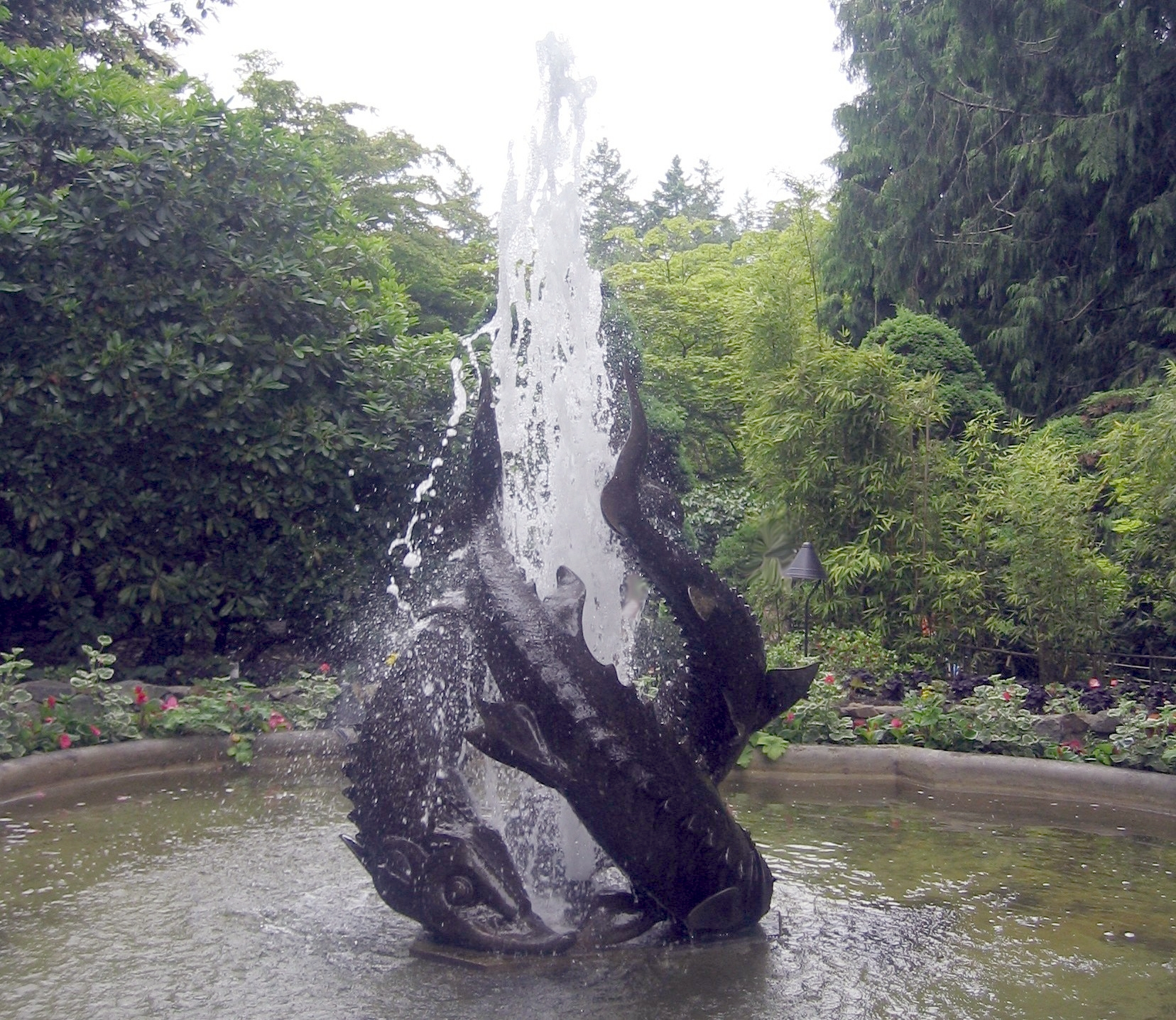
Осетровий фонтан

Сади Бутчартів (англ. The Butchart Gardens) — група квіткових садів, розміщених у Брентвуд-Беї в Британській Колумбії, (Канада), поблизу міста Вікторія на острові Ванкувер. Це найвідоміший на всьому західному узбережжі Америки сад, який приймає більше ніж 1 млн відвідувачів щороку. Визнаний Національним історичним місцем Канади.

## Історія
Роберт Пім Бутчарт та його дружина Джені Бутчарт прибули до західного узбережжя Канади заради розробки багатих покладів вапняку, необхідних для виробництва цементу. В 1904 році вони побудували свій будинок на острові Ванкувер неподалік кар'єру з видобутку вапняку. Коли його поклади в кар'єрі вичерпалися, дружина вирішила, що необхідно облагородити спустошену землю та надати їй пристойного вигляду. Ця подія послужила вихідною точкою для сімейного захоплення садівництвом, що триває вже майже сто років.
Завдяки особистому доглядові Дженні Бутчарт, покинутий кар'єр перетворився на чарівне місце і отримав назву «Затонулий сад». Слава про сад Бутчартів швидко поширилася. Починаючи з 1920-х років сюди щорічно приїжджали понад 50 000 відвідувачів, щоб поглянути на прекрасний сад. Гостинні господарі охрестили свої володіння «Бенвенуто», що в перекладі з італійської означає «Ласкаво просимо». В 1926 році на місці тенісного корту постав «Італійський сад», а в 1929 овочевий город був замінений величезним розарієм, дизайн якого розробляв Батлер Стуртевант з міста Сієтл. Самюель Маклюр, консультант Бутчартів, надав садам естетичного вигляду у силі англійського руху мистецтва та ремесел, покликаного зблизити мистецтво та виробництво.
У 1939 році Бутчарти передали Сади своєму внукові Янові Россу на його 21 день народження. Росс керував та розвивав Сади до самої смерті у 1997 році. Для облаштування нічної ілюмінації на честь відзначення 50-ї річниці Садів було прокладено 3143 км підземного електричного кабелю. Десять років потому, в 1964 був встановлений Фонтан Росса для відзначення 60-річчя. В 1994 році канадське Управління в справах геральдики подарувало герб для Садів Бутчартів. У 2004 році були встановлені два тотемних стовпи висотою 9.1 м для відзначення 100-річного ювілею, а Сади отримали статус національного історичного місця Канади.
З 1992 року Сади Бутчартів представлені на демонстраційному стенді в канадському павільйоні, відкритому в ЕПКОТ центрі в Орландо, який є частиною Всесвітнього центру відпочинку Волта Діснея в штаті Флорида, США.
Право власності на Сади зберігається за сім'єю Бутчартів; власником та керуючим з 2001 року є правнучка Бутчарта — Робін Лі Кларк.

## Колекції

### Птахи
В той час як пані Бутчарт колекціонувала рослини, пан Бутчарт колекціонував декоративних птахів, зібраних з усього світу, тримаючи папугу в будинку, качок у водоймі Стар Понд та павичів на галявині перед будинком. Він збудував кілька детально розроблених шпаківень для Садів та тренував голубів на місці сучасної альтанки для бегоній.

### Скульптура
В Садах представлені декілька бронзових статуй. Одна із них, статуя дикого кабана, була придбана під час поїздки по Середземномор'ю в 1973 році. Це репліка бронзової фігури, створеної в 1620 році італійським скульптором П'єтро Такка. На честь автора вона називається Такка, й так само, як оригіналу, відвідувачі Садів натирають морду статуї до блиску, що символізує удачу.
Поруч з передньою частиною будинку стоять фігури осла та лоша роботи іншого італійського скульптора Сіріо Тофанарі. Фонтан з трьома осетрами, також роботи Тофанарі, встановлений поблизу Японського саду.
У 1993 році, скульптура Коло голубів, яку Анна Лі Росс подарувала своєму чоловікові Янові в 1991 році на пам'ять про 50-ту річницю весілля, була встановлена в передній частині альтанки для бегоній.
Влітку 2008 року в Садах почав плавати 12-місний катер «Дженні B» з електричним двигуном, який курсує вздовж місцевого узбережжя влітку, знайомлячи відвідувачів з історією берегової зони та прибережними рослинами та тваринами.
1 грудня 2009 року був відкритий Дитячий павільйон та Трояндова карусель — єдина на території острова Ванкувер. Карусель представлена 30 тваринами від ведмедів до коней, страусів, зебр та відображає земну кулю, звідки приїздять туристи для знайомства з Садами. Проекти особисто підбирав Робін Кларк, власник Садів та онук Дженні Бутчарт, порадившись з художниками з Північної Кароліни. Кожна тварина була вирізьблена з липи а сама робота тривала багато місяців. Також є два легкі візки для людей з фізичними вадами.
Трояндова карусель розміщена на території Дитячого павільйону, загальна площа якого становить 700 м², довжина прольоту купола 23 м, фасад повністю виготовлений зі скла, а на даху посаджені місцеві види рослин. Павільйон також має кімнату для відзначення урочистих подій, таких, наприклад, як святкування дня народження дітей.

## Розваги
Ще на ранньому етапі облаштування Садів сім'я Бутчартів організовувала щотижневі симфонічні концерти. Вони в основному проводились для запрошених гостей, а потім привернули увагу широкої аудиторії. Пізніше, в літній сезон (липень і серпень) та під час зимового періоду відпочинку вони почали надавати широкий спектр музичних розваг, від джазу до класичної музики. Відс, музична група в складі співробітників Садів, інколи проводить концерти суботніми вечорами. В 1977 році син Яна Росса Крістофер запровадив феєрверки суботніми вечорами влітку. Взимку, ілюмінація та сезонні декорації прикрашають Сади разом з ковзанкою в сквері водяного колеса.